# 竜宮レナ
竜宮 レナ（りゅうぐう レナ）は、『ひぐらしのなく頃に』に登場する架空の人物である（声：中原麻衣 / 演：松山愛里（映画版）、加藤美南（テレビドラマ版））。

## 概要
鬼隠し編のヒロインであり本作品のメインヒロイン。また、罪滅し編の主人公。

## 人物
前原圭一と同い年の7月28日生まれで、同級生の少女。身長は魅音より少し小さい。髪型は後髪ほど短いボブカット。目の色は青。髪の色は茶色だが、作品によってはオレンジに近い色になることもある。制服は魅音が用意してくれた青いセーラー服を着用（鬼隠しTIPSより）、私服は白色を基調としたワンピースで胸元と腰に紫のリボンをつけ、ロングブーツを履いており、白色に黒いラインの入った帽子をかぶっている。一人称は「レナ」、「私」。「〜かな? かな?」「〜だよ? だよ?」など語尾を繰り返す特徴的な話し方をするほか、「はぅー」「かぁいいよー」「お持ち帰りー」など特徴的な口癖を持つ。
特技は料理でその腕前は一級品。圭一の家族に料理のお裾分けなどをしたり、毎朝学校へ行く時に圭一の家に迎えに来たりと女の子らしい面を見せる。
本名は「竜宮 礼奈（れいな）」だが、幼い時に実母が不倫相手との子供を妊娠したことで離婚したのをきっかけに、いやなことを忘れようと雛見沢に帰ってきてからは、「レイナ」→「レナ」と自称し友達や他人にもそう呼ばせている。
出題編ではその行動原理が謎につつまれており、オヤシロさまや園崎家のために暗躍しているのではないかという仮説の上では、目の色が違う豹変したレナを「オヤシロモード」と呼ぶこともあった。
悟史を救えなかった仲間たちの行動に失望しており（罪滅し編）、仲間に相談せずに自分自身の力だけで幸せを守ろうとしたことが罪滅し編の悲劇を引き起こす。圭一が自分を助けようとしていることを知り、圭一と村を救う最後の賭けとして学校への人質籠城にふみきった。これによって園崎家・入江診療所の捜査を要求し、連続怪死事件の原因としての寄生虫の存在と宇宙人、御三家の陰謀を訴えた。これは後の世に雛見沢壊滅の真相を明かす手がかりとされて残ることになる（宵越し編、アニメ版「サイカイ」）。こうして彼女の思いは必ずしも報われず過ちを犯すこともあったが、ある「奇跡」を起こし、圭一とともに外からの「新しい風」へと成長していく。
名探偵と呼ばれる推理能力は、圭一の夕食あて（鬼隠し編）から梨花・沙都子誘拐犯人の特定（綿流し編）にまで発揮され、雛見沢大災害の予測や連続怪死事件の真相の一部すらも（罪滅し編、とらのあな編『ひぐらしのなかせ方』も参照）明らかにする。

### 性格
転校してきたばかりの圭一の面倒を見たりと、心優しく献身的な性格で無自覚な善意の塊。奥手な面があり、圭一と園崎魅音からはからかいの対象にされる。普段のほわーっとした少女としての部分と、沈着冷静でリアリストな大人の女性としての部分をあわせ持ち、感情的になりやすい圭一や詩音を厳しい言葉で諭すこともある。部活メンバーの中では精神的には最も大人である。また、普段は優しくて大人しいだけに、怒ると別人のように凄まじく怖い（崇殺し編での魅音の評価による）。原作では同祟殺し編での魅音や沙都子に圭一が詰め寄ったシーン、綿流し編で大石が自分たちを利用していることを認めたシーン等でレナの怒りが描かれている。
皆殺し編以降は、仲間の世話や揉め事の仲裁の役目、困難な状況を冷静に分析して圭一たちに穏便な善処策を提案する「青い炎」と呼ばれる役目が中心になってくる（時にはその冷静さ、高い状況分析能力ゆえに、感情的になった仲間と衝突することもある）。その立場から皆殺し編ラストでは、敗北に悔いがないと健闘を称え合う仲間たちの中で、一人冷静に勝利のための最後の条件を述べる。それは傍観に徹してきたある人物が、苦しみと孤独を一人で背負わずに自分たちの仲間となるというものであり、祭囃し編でその人物の活躍へとつながっていく。

### 対人関係
圭一とは友達として接している。魅音が圭一に好意を寄せていることにも気づいてはいるが、接し方は変えていない。魅音は自他共に認める親友であり（綿流し編）、彼女を傷つけるような言動は圭一であっても容赦しない（だからこそ罪滅し編では裏切られたと感じたことがショックだった）。祟殺し編で圭一が魅音を泣かせた時、「圭一君が救ってあげればいいじゃない」と言ったのは魅音が親友であったからである。

### 家族構成
元々雛見沢村出身だったが、幼いころに親の仕事の都合で茨城県に引っ越している。その後、昭和57年に雛見沢へ戻った。
茨城にいた時に両親が離婚している。その際、母親には前述の通り、既に「アキヒト」という愛人がおり、レナ自身もその相手を愛人と知らず何度も会っていた。母親と何も知らずにいた自分自身に嫌悪を感じたレナは、ショックで再就職をしない父親を庇おうと二人暮らしを選んだ。その後は、母親の荷物を全てゴルフクラブで叩き割り、「絶対幸せになる」と心に誓い雛見沢に戻る。実写映画では両親に原作にはない名前があり父親は保典、母親は礼子となっている。テレビドラマ版では、父親が泰典、母親には名前がなかった。

### ゲームスタイル
部活のゲームスタイルは、ワンサイドゲームが嫌いな（昼壊し編）良識派。部活メンバーでもっともモラルに気を使うが、それらに則っている限りは、容赦や躊躇うことを全くしない。また、部活中に「かぁいいモード」に突入すると、誰にも対処できなくなるため、部活メンバーからは恐れられている。

### 趣味
「かぁいい」と感じた物には異常なまでに興味を示し、「かぁいいモード」と呼ばれる状態となり、「お持ち帰り」しようとする。「かぁいいモード」になると手が付けられないほどの凄まじい力を発揮し、制止しようとする者は目に見えないほどの速さで繰り出される「れなぱん」によって蹴散らされることになる。「かぁいい」と感じる物はあくまでレナの定義での「かぁいいもの」であり、その対象は古手梨花、北条沙都子また、部活の罰ゲームでメイド服を着た前原圭一など、クラスメイトに留まらず、果ては粗大ゴミまで多岐に渡る。そのためダム工事現場跡地の粗大ゴミ置き場（不法投棄場所）は彼女にとって宝の山であり、宝探しにしばしば出かけている。
「かぁいいもの」の基準は特になく、ただの気分であると自覚している（罪滅し編「夕暮れ」）。しかし、不衛生を承知でガラクタを好む理由は、自分同様に生んでくれた人に捨てられたモノたちに居場所を提供したかったからではないか、と自らを分析している（罪滅し編「夕暮れ」、「変わっていく家」）。
粗大ゴミ置き場での宝探しに、邪魔なものをどけるために鉈を使用する（原作では斧を使用するが、漫画版、アニメでは鉈に変更され逆に原作で鉈を使うシーンが一部斧に変更されている）。そのため、鬼隠し編では「斧を提げて歩いていてもレナならいつもの日常」との圭一の評価があるが、後半で圭一の疑心暗鬼を呼ぶことにもなる。ジャケットや表紙絵などで鉈を持つレナの姿は定番となっているが、原作者によると狂気と凶器をかけた象徴的意味があるという（漫画罪滅し編1巻解説参照）。

## 過去
レナの行動原理は、連続怪死事件から仲間たちを救い幸せな生活を守ることに命を懸けるというものであり、過去の両親の離婚に端を発する。
妻のために尽くして捨てられた父が廃人同然となったのを心配して、礼奈が声をかけた時、父は浮気相手を知っていたかと尋ねた。実は母親は、礼奈には浮気のことは何も知らせずに、事前に恋人に何度か会わせて懐かせようと工作していた。頷いた礼奈を、父は生まれて初めて殴打し、礼奈は離婚は全て自分のせいだと思いこんでしまう。その後「レナ」となった自分には、今度こそ自分の大切な人たちの幸せを守る義務があると思い続けていた、というのが罪滅し編によるレナの行動原理の真相である。
両親の離婚で精神が錯乱し、自暴自棄になっていたため、学校で仲の良かった男子生徒3人をバットで殴り、さらには学校中のガラスを叩き割って回る事件を起こし、謹慎処分を受けていた。その後、自律神経失調症と断定され、カウンセリングを受けるが、彼女自身はその異変を「オヤシロさまのたたり」という認識をしていた。
なお自分が辛いときは笑顔やかぁいいモードの演技で誤魔化すのが常なのは、上記の罪悪感から親も失って自分より不幸な沙都子や梨花たちを気遣ったため（罪滅し編「変わっていく家」）。

## その後
「綿流し編」「目明し編」では、最終的に部活メンバー唯一の生存者となり、事件後も雛見沢村に在住している。アニメ版「罪滅し編」では、立てこもり事件で逮捕された後、18歳になるまで、精神病専用の更生施設へ入所し、結果的に雛見沢大災害の被害を免れ生き残る。アニメ版「解」第一話では37歳となり、大石に当時を語る描写がある。出所後の平成9年、平成19年にそれぞれ、2回ほど、大災害で廃墟と化した旧雛見沢地区を訪れ、年老いた大石と赤坂から事件のことを尋ねられた。また、実写映画「ひぐらしのなく頃に誓」では、圭一の説得中に大高の部下に狙撃されて深手を負い、病院に搬送されたが、その後の生死は明かされなかった。

## 業/卒
鬼騙し編では、弁当を持ってきたフリをして前原家で圭一を襲う。祟騙し編では、生存して入院中の圭一に今まで何があったかを話す。猫騙し編では、雛見沢症候群の末期症状を発症してエンジェルモートで凶行に走った圭一に応戦、止めようとするも殴り殺される。
部活メンバーたちと鷹野の野望を阻止してしばらくした後は、圭一や魅音と同じ穀倉大学に進学していた。
鬼明し編では家庭内の不安を感じ、疲れから保健室で休んでいたところに沙都子によってH173を打ち込まれ雛見沢症候群を発症。間宮リナを殺害し、処分しているところに現れた圭一に不信感を抱き、末期症状を発病させて前原家で圭一を殺害しようとして返り討ちに遭い、死亡する。